# Páramo El Zumbador
El páramo El Zumbador es un páramo andino ubicado en el trayecto más elevado de la carretera Trasandina al pasar por Táchira entre los poblados de Mesa de Aura y Los Mirtos, Venezuela.

## Turismo
El páramo El Zumbador es parte del corredor turístico de Las Rosas, una ruta por la carretera trasandina con orientación turística con miradores para la observación de los paisajes del páramo, viveros de orquídeas, rosas y otras flores y sembradíos de frutas y vegetales. La ruta por el páramo se especializa además en la venta comercial de artesanía de la región, vino de rosas y gastronomía autóctona.